# Teresa Enke

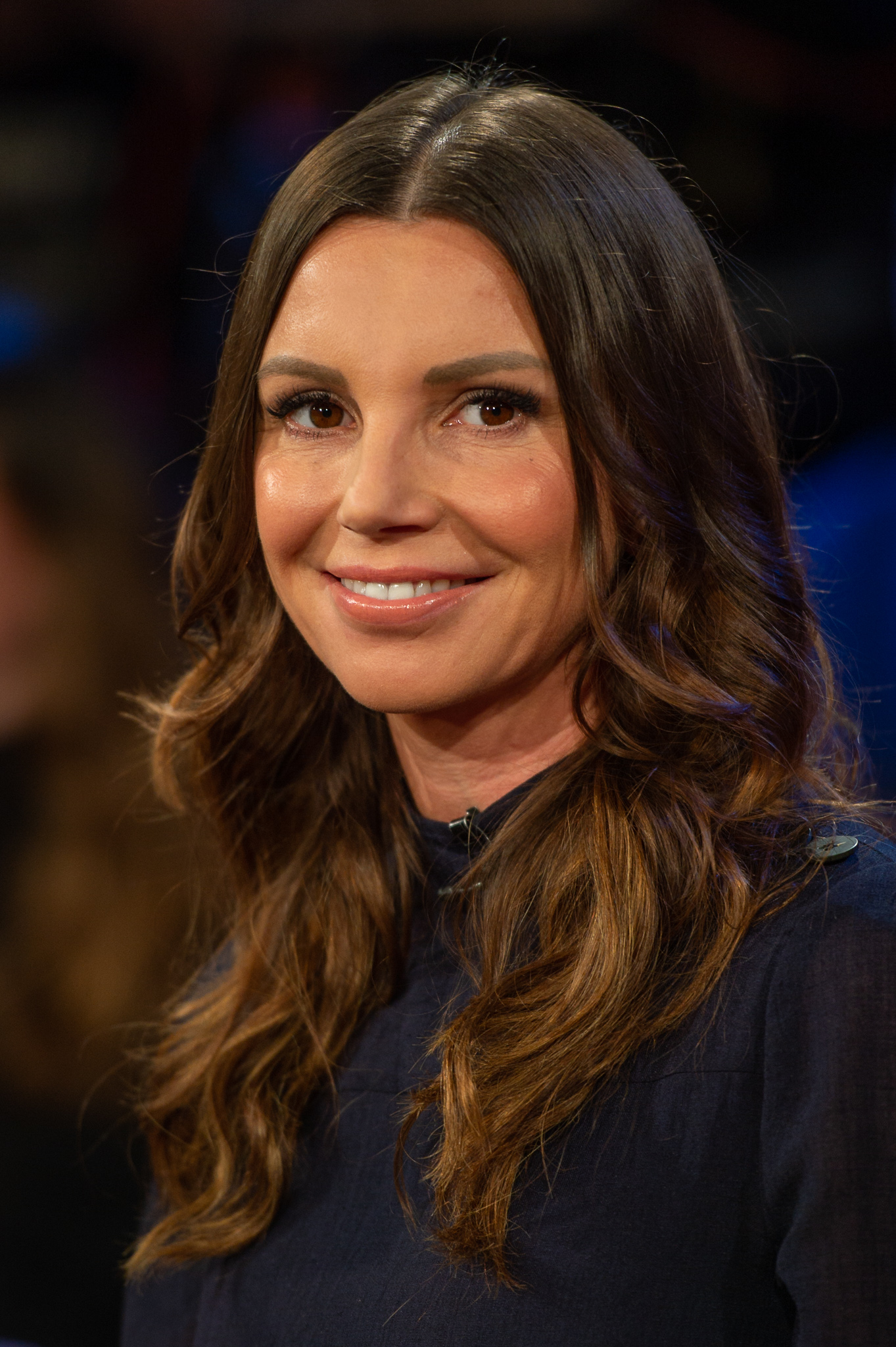
Teresa Enke in der NDR Talk Show (2019)

Teresa Enke (* 18. Februar 1976) ist die Vorstandsvorsitzende der Robert-Enke-Stiftung, einer gemeinnützigen Organisation, die die Erforschung und Behandlung von Depressionen sowie Herzerkrankungen bei Kindern zum Ziel hat. Sie ist die Witwe des deutschen Fußball-Nationaltorwarts Robert Enke, der im November 2009 durch Suizid starb.

## Leben
Teresa und Robert Enke lernten sich am Sportgymnasium Jena kennen. Sie heirateten im Jahr 2000. Teresa Enke begleitete ihren Mann zu seinen Torwartstationen in Mönchengladbach, Lissabon, Barcelona, Istanbul, auf Teneriffa und nach Hannover.
Nachdem Robert Enke sich dauerhaft als Torwart von Hannover 96 etabliert hatte, bezogen die Enkes ein Bauernhaus in Empede bei Hannover. Sie engagierten sich für die Tierschutzorganisation PETA. Bereits bei den vorhergehenden Torwartstationen Enkes in Südeuropa hatten sie sich für Straßenhunde eingesetzt und mehrere dieser Tiere in ihrem Haushalt aufgenommen, was sie in Empede fortsetzten.
Am 31. August 2004 kam Enkes erstes Kind zur Welt. Die Tochter musste wegen eines schweren Herzfehlers mehrmals operiert werden. Sie starb am 17. September 2006 nach einer Ohrenoperation. Im Mai 2009 adoptierte Teresa Enke mit ihrem Mann ein zwei Monate altes Mädchen.
Robert Enke war im Herbst 2009 bei Hannover 96 und in der Nationalmannschaft aufgrund einer Erkrankung ausgefallen, die offiziell als nicht identifizierbare Infektion bezeichnet und erst nach seinem Tod als depressive Episode bekannt gegeben wurde. Enke kehrte im Oktober ins Mannschaftstraining zurück und spielte zwei Tage vor seinem Tod sein erstes Bundesliga-Heimspiel nach seiner Rückkehr. Am 10. November 2009 nahm er sich im Stadtgebiet von Neustadt am Rübenberge unweit seines Wohnhauses das Leben.
Unmittelbar nach dem Tod ihres Ehemanns wandte sich Teresa Enke in einer Pressekonferenz an die Öffentlichkeit und berichtete über die Umstände seiner Erkrankung. Für die öffentliche Aufklärung dieser Umstände bekam sie aus Vereinsumfeld, Politik, Medizinerkreisen und Medien Dank und hohe Anerkennung. In den folgenden Tagen und Wochen stand sie im Fokus aller Massenmedien. Der Berliner Fußballspieler Andreas Biermann äußerte gegenüber der Berliner Zeitung im November 2010, dass er sich dank Teresa Enkes Pressekonferenz über seine eigene Erkrankung bewusst wurde und sich dadurch rechtzeitig in Therapie begeben habe. Biermann nahm sich 2014 dennoch das Leben. Ebenso bot Enke dem Fußballer Markus Miller ihre Hilfe bezüglich seiner Erkrankung an.
Im Januar 2010 gründete Teresa Enke die Robert-Enke-Stiftung. Im Dezember 2015 wandte sie sich mit einem offenen Brief an Facebook-Chef Mark Zuckerberg, der anlässlich der Geburt seiner Tochter seinerseits einen offenen Brief an diese veröffentlicht hatte, in dem er unter anderem ankündigte, 99 % seines Vermögens für wohltätige Zwecke zu spenden.

## Ehrungen
- 2022: Erich Kästner-Preis des Presseclubs Dresden
- 2023:  Verdienstkreuz am Bande des Niedersächsischen Verdienstordens[9]